# Orlando Aravena
Orlando Enrique Aravena (Talca, 21 oktober 1942 – Santiago, 21 maart 2024) was een voetballer en voetbaltrainer uit Chili, die gedurende zijn carrière onder meer de Chileense nationale ploeg (1988-1989) onder zijn hoede had. Hij wist de nationale selectie niet naar het WK voetbal 1990 te loodsen en werd opgevolgd door Arturo Salah.

## Interlandcarrière
Aravena speelde zelf zes interlands voor de Chileense A-selectie. Hij debuteerde op 24 september 1964 in de vriendschappelijke wedstrijd tegen buurland Argentinië (5-0) in Buenos Aires.
Aravena overleed op 21 maart 2024 op 81-jarige leeftijd aan de ziekte van Alzheimer.